# Lista 100 najlepszych albumów według Apple Music
Lista 100 najlepszych albumów według Apple Music (ang. Apple Music 100 Best Albums) – wyselekcjonowany ranking muzyczny najlepszych albumów w historii, stworzony przez platformę strumieniową Apple Music. Jej zespół stworzył listę wraz z grupą artystów, w skład której wchodzili między innymi Pharrell Williams, J Balvin, Maren Morris i Charli XCX. Lista ma charakter oświadczenia redakcyjnego i nie uwzględnia żadnych danych dotyczących transmisji strumieniowej w Apple Music ani żadnej innej usłudze przesyłania strumieniowego.

## Tło
Pierwsze 10 miejsc (91–100) na liście ogłoszono 13 maja 2024 r. w komunikacie prasowym firmy Apple. Ogłoszono, że cała lista zostanie opublikowana jako odliczanie rozpoczynające się tego samego dnia, ujawniając 10 albumów każdego dnia przez następne 10 dni. Dodatkowo Apple Music uruchomiło dedykowaną mikrostronę służącą do analizowania i omawiania albumów.

## Pełna lista
| Lp  | Album                                                         | Wykonawca                     | Rok  |
| --- | ------------------------------------------------------------- | ----------------------------- | ---- |
| 1   | The Miseducation of Lauryn Hill                               | Lauryn Hill                   | 1998 |
| 2   | Thriller                                                      | Michael Jackson               | 1982 |
| 3   | Abbey Road                                                    | The Beatles                   | 1969 |
| 4   | Purple Rain                                                   | Prince & The Revolution       | 1984 |
| 5   | Blonde                                                        | Frank Ocean                   | 2016 |
| 6   | Songs in the Key of Life                                      | Stevie Wonder                 | 1976 |
| 7   | Good Kid, M.A.A.D City                                        | Kendrick Lamar                | 2012 |
| 8   | Back to Black                                                 | Amy Winehouse                 | 2006 |
| 9   | Nevermind                                                     | Nirvana                       | 1991 |
| 10  | Lemonade                                                      | Beyoncé                       | 2016 |
| 11  | Rumours                                                       | Fleetwood Mac                 | 1977 |
| 12  | OK Computer                                                   | Radiohead                     | 1997 |
| 13  | The Blueprint                                                 | Jay-Z                         | 2001 |
| 14  | Highway 61 Revisited                                          | Bob Dylan                     | 1965 |
| 15  | 21                                                            | Adele                         | 2011 |
| 16  | Blue                                                          | Joni Mitchell                 | 1971 |
| 17  | What’s Going On                                               | Marvin Gaye                   | 1971 |
| 18  | 1989 (Taylor’s Version)                                       | Taylor Swift                  | 2023 |
| 19  | The Chronic                                                   | Dr. Dre                       | 1992 |
| 20  | Pet Sounds                                                    | The Beach Boys                | 1966 |
| 21  | Revolver                                                      | The Beatles                   | 1966 |
| 22  | Born to Run                                                   | Bruce Springsteen             | 1975 |
| 23  | Discovery                                                     | Daft Punk                     | 2001 |
| 24  | The Rise and Fall of Ziggy Stardust and the Spiders from Mars | David Bowie                   | 1972 |
| 25  | Kind of Blue                                                  | Miles Davis                   | 1959 |
| 26  | My Beautiful Dark Twisted Fantasy                             | Kanye West                    | 2010 |
| 27  | Led Zeppelin II                                               | Led Zeppelin                  | 1969 |
| 28  | The Dark Side of the Moon                                     | Pink Floyd                    | 1973 |
| 29  | The Low End Theory                                            | A Tribe Called Quest          | 1991 |
| 30  | When We All Fall Asleep, Where Do We Go?                      | Billie Eilish                 | 2019 |
| 31  | Jagged Little Pill                                            | Alanis Morissette             | 1995 |
| 32  | Ready to Die                                                  | The Notorious B.I.G.          | 1994 |
| 33  | Kid A                                                         | Radiohead                     | 2000 |
| 34  | It Takes a Nation of Millions to Hold Us Back                 | Public Enemy                  | 1989 |
| 35  | London Calling                                                | The Clash                     | 1979 |
| 36  | Beyoncé                                                       | Beyoncé                       | 2013 |
| 37  | Enter the Wu-Tang (36 Chambers)                               | Wu-Tang Clan                  | 1993 |
| 38  | Tapestry                                                      | Carole King                   | 1971 |
| 39  | Illmatic                                                      | Nas                           | 1994 |
| 40  | I Never Loved a Man the Way I Love You                        | Aretha Franklin               | 1967 |
| 41  | Aquemini                                                      | OutKast                       | 1998 |
| 42  | Control                                                       | Janet Jackson                 | 1986 |
| 43  | Remain in Light                                               | Talking Heads                 | 1980 |
| 44  | Innervisions                                                  | Stevie Wonder                 | 1973 |
| 45  | Homogenic                                                     | Björk                         | 1997 |
| 46  | Exodus                                                        | Bob Marley & The Wailers      | 1977 |
| 47  | Take Care                                                     | Drake                         | 2011 |
| 48  | Paul’s Boutique                                               | Beastie Boys                  | 1989 |
| 49  | The Joshua Tree                                               | U2                            | 1987 |
| 50  | Hounds of Love                                                | Kate Bush                     | 1985 |
| 51  | Sign o’ the Times                                             | Prince                        | 1987 |
| 52  | Appetite for Destruction                                      | Guns N’ Roses                 | 1987 |
| 53  | Exile on Main St.                                             | The Rolling Stones            | 1972 |
| 54  | A Love Supreme                                                | John Coltrane                 | 1965 |
| 55  | Anti                                                          | Rihanna                       | 2016 |
| 56  | Disintegration                                                | The Cure                      | 1989 |
| 57  | Voodoo                                                        | D’Angelo                      | 2000 |
| 58  | (What’s the Story) Morning Glory?                             | Oasis                         | 1995 |
| 59  | AM                                                            | Arctic Monkeys                | 2013 |
| 60  | The Velvet Underground & Nico                                 | The Velvet Underground & Nico | 1967 |
| 61  | Love Deluxe                                                   | Sade                          | 1992 |
| 62  | All Eyez on Me                                                | 2Pac                          | 1996 |
| 63  | Are You Experienced?                                          | The Jimi Hendrix Experience   | 1967 |
| 64  | Baduizm                                                       | Erykah Badu                   | 1997 |
| 65  | 3 Feet High and Rising                                        | De La Soul                    | 1989 |
| 66  | The Queen Is Dead                                             | The Smiths                    | 1986 |
| 67  | Dummy                                                         | Portishead                    | 1994 |
| 68  | Is This It                                                    | The Strokes                   | 2001 |
| 69  | Master of Puppets                                             | Metallica                     | 1986 |
| 70  | Straight Outta Compton                                        | N.W.A                         | 1988 |
| 71  | Trans-Europe Express                                          | Kraftwerk                     | 1977 |
| 72  | SOS                                                           | SZA                           | 2022 |
| 73  | Aja                                                           | Steely Dan                    | 1977 |
| 74  | The Downward Spiral                                           | Nine Inch Nails               | 1994 |
| 75  | Supa Dupa Fly                                                 | Missy Misdemeanor Elliott     | 1997 |
| 76  | Un verano sin ti                                              | Bad Bunny                     | 2022 |
| 77  | Like a Prayer                                                 | Madonna                       | 1989 |
| 78  | Goodbye Yellow Brick Road                                     | Elton John                    | 1973 |
| 79  | Norman Fucking Rockwell!                                      | Lana Del Rey                  | 2019 |
| 80  | The Marshall Mathers LP                                       | Eminem                        | 2000 |
| 81  | After the Gold Rush                                           | Neil Young                    | 1970 |
| 82  | Get Rich or Die Tryin'                                        | 50 Cent                       | 2003 |
| 83  | Horses                                                        | Patti Smith                   | 1975 |
| 84  | Doggystyle                                                    | Snoop Doggy Dogg              | 1993 |
| 85  | Golden Hour                                                   | Kacey Musgraves               | 2018 |
| 86  | My Life                                                       | Mary J. Blige                 | 1994 |
| 87  | Blue Lines                                                    | Massive Attack                | 1991 |
| 88  | I Put a Spell on You                                          | Nina Simone                   | 1965 |
| 89  | The Fame Monster                                              | Lady Gaga                     | 2009 |
| 90  | Back in Black                                                 | AC/DC                         | 1980 |
| 91  | Listen Without Prejudice Vol. 1                               | George Michael                | 1990 |
| 92  | Flower Boy                                                    | Tyler, the Creator            | 2017 |
| 93  | A Seat at the Table                                           | Solange                       | 2016 |
| 94  | Untrue                                                        | Burial                        | 2007 |
| 95  | Confessions                                                   | Usher                         | 2004 |
| 96  | Pure Heroine                                                  | Lorde                         | 2013 |
| 97  | Rage Against the Machine                                      | Rage Against the Machine      | 1992 |
| 98  | Astroworld                                                    | Travis Scott                  | 2018 |
| 99  | Hotel California                                              | Eagles                        | 1976 |
| 100 | Body Talk                                                     | Robyn                         | 2010 |